# Dusisiren
Dusisiren — викопний рід дюгонів, пов'язаний із морською коровою Стеллера, яка жила в північній частині Тихого океану в неогені.

## Палеобіологія
Dusisiren є сиренським прикладом еволюційної теорії переривчастої рівноваги. Він розвинувся від предка, який харчувався мангровими деревами, щоб адаптуватися до холодного клімату в північній частині Тихого океану, розвинувши здатність харчуватися водоростями водоростей на відкритому узбережжі. Початкові модифікації шийних відділів свідчать про те, що він був здатний маневрувати та харчуватися у високоенергетичному середовищі на охоплених прибоєм узбережжях із глибокою холодною водою.

## Види
Існує чотири визнані види Dusisiren:
- Dusisiren jordani (Kellogg, 1925) (type)[4]
- Dusisiren reinharti Domning, 1978[2]
- Dusisiren dewana Takahashi, Domning, and Saito, 1986[5]
- Dusisiren takasatensis Kobayashi, Horikawa, & Miyazaki, 1995[6]